# Minardi PS01
Der Minardi PS01 (ursprünglich bekannt als Minardi M03 und inoffiziell als European Minardi PS01) war das Auto, mit dem das Minardi-Team an der Formel-1-Weltmeisterschaft 2001 teilnahm. Es wurde zunächst vom Brasilianer Tarso Marques gefahren, der zum Team zurückkehrte, nachdem er zuletzt 1997 ein F1-Auto gefahren war, und von Fernando Alonso, einem spanischen Rookie, der aus der Formel 3000 kam und einen langfristigen Vertrag mit dem Fahrermanagement-Programm von Flavio Briatore hatte.

## Hintergrund
Der PS01 markierte einen Neuanfang für Minardi. Die Chassisbezeichnung bezog sich darauf, dass es sich um das erste Auto handelte, das unter dem Eigentümer Paul Stoddart gefahren wurde, der das Team nur zwei Monate vor dem ersten Saisonrennen vom todkranken Gabriele Rumi gekauft hatte. Dazwischen wurde der PS01 in aller Eile gebaut, während Marques’ Auto noch beim Großen Preis von Australien 2001 zusammengebaut wurde. Das Auto war ein sauberes, effizientes Design von Gustav Brunner, wurde jedoch durch mangelnde Tests und die PS-Zahl eines älteren Motors (der nach Stoddarts Luftfahrtunternehmen als European bezeichnet wurde) beeinträchtigt.
Trotz dieser mangelnden Vorbereitung waren die Autos überraschend konkurrenzfähig. Marques verpasste nur einmal die Qualifikation, und der spätere Champion Alonso konnte im hinteren Mittelfeld mitfahren. Das Team erzielte jedoch keine Punkte und wurde hart getroffen, als Brunner mitten in der Saison zum jungen Toyota F1-Team überlief. Als sich die Saison dem Ende zuneigte, willigte der frustrierte Marques ein, das Team zu verlassen, wodurch der gut finanzierte Alex Yoong Malaysias erster F1-Fahrer werden konnte.
Das Team setzte ab dem Großer Preis von Belgien 2001 außerdem ein modernisiertes Auto mit überarbeitetem Heck und Getriebe ein. Dieses Chassis erhielt die Bezeichnung Minardi PS01B. Marques setzte die B-Spec-Version bereits beim Großer Preis von Ungarn 2001 ein.